# Mariana Pimentel
Mariana Pimentel är en kommun i Brasilien.   Den ligger i delstaten Rio Grande do Sul, i den södra delen av landet, 1 700 km söder om huvudstaden Brasília. Antalet invånare är 3 768.
I omgivningarna runt Mariana Pimentel växer i huvudsak städsegrön lövskog. Runt Mariana Pimentel är det glesbefolkat, med 12 invånare per kvadratkilometer.